# Oleksij Ponikarovskyj
Oleksij Volodymyrovytj Ponikarovskyj (ukrainska: Олексій Володимирович Понікаровський; även känd som Aleksej Ponikarovskij med flera varianter), född 9 april 1980 i Kiev, Ukrainska SSR, Sovjetunionen, är en ukrainsk professionell ishockeyspelare i KHL-laget SKA Sankt Petersburg. Han har tidigare representerat Toronto Maple Leafs, Pittsburgh Penguins, Los Angeles Kings, Carolina Hurricanes, New Jersey Devils och Winnipeg Jets  i NHL samt ett flertal KHL-klubbar.

## Statistik

### Klubbkarriär
| 1998–99    | Krylja Sovetov         | RSL        | 13  | 2   | 1   | 3   | 2   | —  | — | —  | —  | —  |
| 1998–99    | Dynamo Moskva          | RSL        | —   | —   | —   | —   | —   | 3  | 0 | 0  | 0  | 2  |
| 1999–00    | Dynamo Moskva          | RSL        | 19  | 1   | 0   | 1   | 8   | 1  | 0 | 0  | 0  | 0  |
| 2000–01    | Toronto Maple Leafs    | NHL        | 22  | 1   | 3   | 4   | 14  | —  | — | —  | —  | —  |
| 2000–01    | St. John's Maple Leafs | AHL        | 49  | 12  | 24  | 36  | 44  | 4  | 0 | 0  | 0  | 4  |
| 2001–02    | St. John's Maple Leafs | AHL        | 72  | 21  | 27  | 48  | 19  | 5  | 2 | 1  | 3  | 8  |
| 2001–02    | Toronto Maple Leafs    | NHL        | 8   | 2   | 0   | 2   | 0   | —  | — | —  | —  | —  |
| 2002–03    | St. John's Maple Leafs | AHL        | 63  | 24  | 22  | 46  | 68  | —  | — | —  | —  | —  |
| 2002–03    | Toronto Maple Leafs    | NHL        | 13  | 0   | 3   | 3   | 11  | —  | — | —  | —  | —  |
| 2003–04    | Toronto Maple Leafs    | NHL        | 73  | 9   | 19  | 28  | 44  | 13 | 1 | 3  | 4  | 8  |
| 2004–05    | Chimik Moskva Oblast   | RSL        | 19  | 1   | 5   | 6   | 16  | —  | — | —  | —  | —  |
| 2005–06    | Toronto Maple Leafs    | NHL        | 81  | 21  | 17  | 38  | 68  | —  | — | —  | —  | —  |
| 2006–07    | Toronto Maple Leafs    | NHL        | 71  | 21  | 24  | 45  | 63  | —  | — | —  | —  | —  |
| 2007–08    | Toronto Maple Leafs    | NHL        | 66  | 18  | 17  | 35  | 36  | —  | — | —  | —  | —  |
| 2008–09    | Toronto Maple Leafs    | NHL        | 82  | 23  | 38  | 61  | 38  | —  | — | —  | —  | —  |
| 2009–10    | Toronto Maple Leafs    | NHL        | 61  | 19  | 22  | 41  | 44  | —  | — | —  | —  | —  |
| 2009–10    | Pittsburgh Penguins    | NHL        | 16  | 2   | 7   | 9   | 17  | 11 | 1 | 4  | 5  | 4  |
| 2010–11    | Los Angeles Kings      | NHL        | 61  | 5   | 10  | 15  | 36  | 4  | 1 | 0  | 1  | 0  |
| 2011–12    | Carolina Hurricanes    | NHL        | 49  | 7   | 8   | 15  | 26  | —  | — | —  | —  | —  |
| 2011–12    | New Jersey Devils      | NHL        | 33  | 7   | 11  | 18  | 8   | 23 | 1 | 8  | 9  | 12 |
| 2012–13    | HK Donbass             | KHL        | 32  | 5   | 13  | 18  | 16  | —  | — | —  | —  | —  |
| 2012–13    | Winnipeg Jets          | NHL        | 12  | 2   | 0   | 2   | 6   | —  | — | —  | —  | —  |
| 2012–13    | New Jersey Devils      | NHL        | 30  | 2   | 5   | 7   | 8   | —  | — | —  | —  | —  |
| 2013–14    | SKA Sankt Petersburg   | KHL        | 51  | 6   | 9   | 15  | 38  | 10 | 1 | 1  | 2  | 4  |
| 2014–15    | SKA Sankt Petersburg   | KHL        | 32  | 2   | 6   | 8   | 24  | 9  | 1 | 0  | 1  | 4  |
| NHL totalt | NHL totalt             | NHL totalt | 678 | 139 | 184 | 323 | 419 | 52 | 4 | 15 | 19 | 28 |